# Sudáfrica en los Juegos Olímpicos de la Juventud 2018
Sudáfrica compitió en los Juegos Olímpicos de la Juventud 2018 en Buenos Aires, Argentina desde el 6 de octubre al 18 de octubre de 2018.

## Medallas
|       | Medalla de oro | Medalla de plata | Medalla de bronce | Total |
| ----- | -------------- | ---------------- | ----------------- | ----- |
| TOTAL | 3              | 1                | 1                 | 5     |

## Medallistas
El equipo olímpico sudafricano obtuvo las siguientes medallas:
| Nombre               | Deporte   | Competición      |
| -------------------- | --------- | ---------------- |
| Oro                  |           |                  |
| Luke Davids          | Atletismo | 100 m M          |
| Michael James Houile | Natación  | 50 m Pecho M     |
| Amber Schlebusch     | Triatlón  | Individual F     |
| Plata                |           |                  |
| Dune Coetzee         | Natación  | 200 m Mariposa F |
| Bronce               |           |                  |
| Dane Roets           | Atletismo | Lanz. de Bala F  |

- Datos: Q48609925
- Multimedia: South Africa at the 2018 Summer Youth Olympics / Q48609925